# 世界のアソビ大全51
『世界のアソビ大全51』（せかいのアソビたいぜんごじゅういち）は、任天堂より2020年6月5日に発売されたNintendo Switch用ゲームソフトである。
ローカル通信やオンラインプレイにも対応している。また、無料配信されているポケットエディションでも製品版とのローカル通信プレイ対戦が可能である。

## 収録ゲーム
本作では51個のゲームが収録されており、ボードゲーム、カードゲーム、スポーツ、バラエティの4つに分類されている。これにおまけ要素として「ピアノ」が収録されている。以下に収録ゲームを列挙する。
- マンカラ
- ドット&ボックス
- ヨット
- コネクトフォー（英語版）
- ヒット&ブロー
- ナインメンズモリス
- ヘックス
- チェッカー
- ウサギと猟犬
- 五目ならべ
- ドミノ
- チャイニーズチェッカー（英語版）
- ルドー
- バックギャモン
- リバーシ
- チェス
- 将棋
- 5五将棋
- 花札
- 麻雀
- ラストカード[注 1]
- ブラックジャック
- テキサスポーカー
- 大富豪
- 7ならべ
- スピード
- 神経衰弱
- 戦争
- たこやき
- ぶたのしっぽ
- ゴルフ
- ビリヤード
- ボウリング
- ダーツ
- キャロム
- トイテニス
- トイサッカー
- トイカーリング
- トイボクシング
- トイベースボール
- エアホッケー
- スロットカー
- フィッシング
- VSタンク
- 協力タンク
- 的あて
- 6ボールパズル
- スライドパズル
- 麻雀ソリティア（英語版）
- クロンダイク
- スパイダー

7ならべや花札などのカードゲームにおいては、何度も遊ぶことで、マリオシリーズのキャラクターが描かれたカードを使えるようになる。

## 世界のアソビ大全51 ポケットエディション
『世界のアソビ大全51 ポケットエディション』（せかいのアソビたいぜんごじゅういち ポケットエディション）は、任天堂より2020年6月5日（製品版と同日）に配信開始されたゲームソフトである。ニンテンドーeショップで無料配信されている。ドミノ、コネクトフォー、大富豪、スロットカーの4本が収録されており、1人用やローカル通信でのプレイが可能である（オンラインプレイは不可）。また、製品版を持つプレイヤーがいれば、全ての対戦ゲームが遊べる。